# Muhammad Shamsid-Deen
Muhammad Shamsid-Deen (Anderson, 16 gennaio 1969) è un ex giocatore di football americano statunitense che ha militato nel ruolo di running back nella Canadian Football League (CFL).

## Carriera
Shamsid-Deen fu scelto dai Seattle Seahawks nel corso dell'ottavo giro (207º assoluto) del Draft NFL 1992. Fu svincolato il 31 agosto 1992 ma rifirmò per la squadra di allenamento. In essa passò le stagioni 1992 e 1993, senza mai scendere in campo. Nel 1994 si trasferì ai Toronto Argonauts della CFL dove disputò 6 partite, correndo 333 yard e segnando 8 touchdown.